# ホーヴヴァルプニル
ホーヴヴァルプニル(Hófvarpnir)は、北欧神話に登場する馬の名前である。
ホーヴヴァルプニルは、空も海も自在に駆けることができる。この馬には女神フリッグによってさまざまな国への使者に出される女神グナーがまたがる。
『スノッリのエッダ』第一部『ギュルヴィたぶらかし』第35章には、ホーヴヴァルプニルを駆って空を渡るグナーを見つけたヴァン神族の誰何に対し、グナーが「ハムスケルピル(Hamskerpir)とガルズローヴァ(Garðrofa)の間に生まれたホーヴヴァルプニルにまたがって空を駆けているのだ」と答える場面が描かれている。